# Ginebra (beguda)

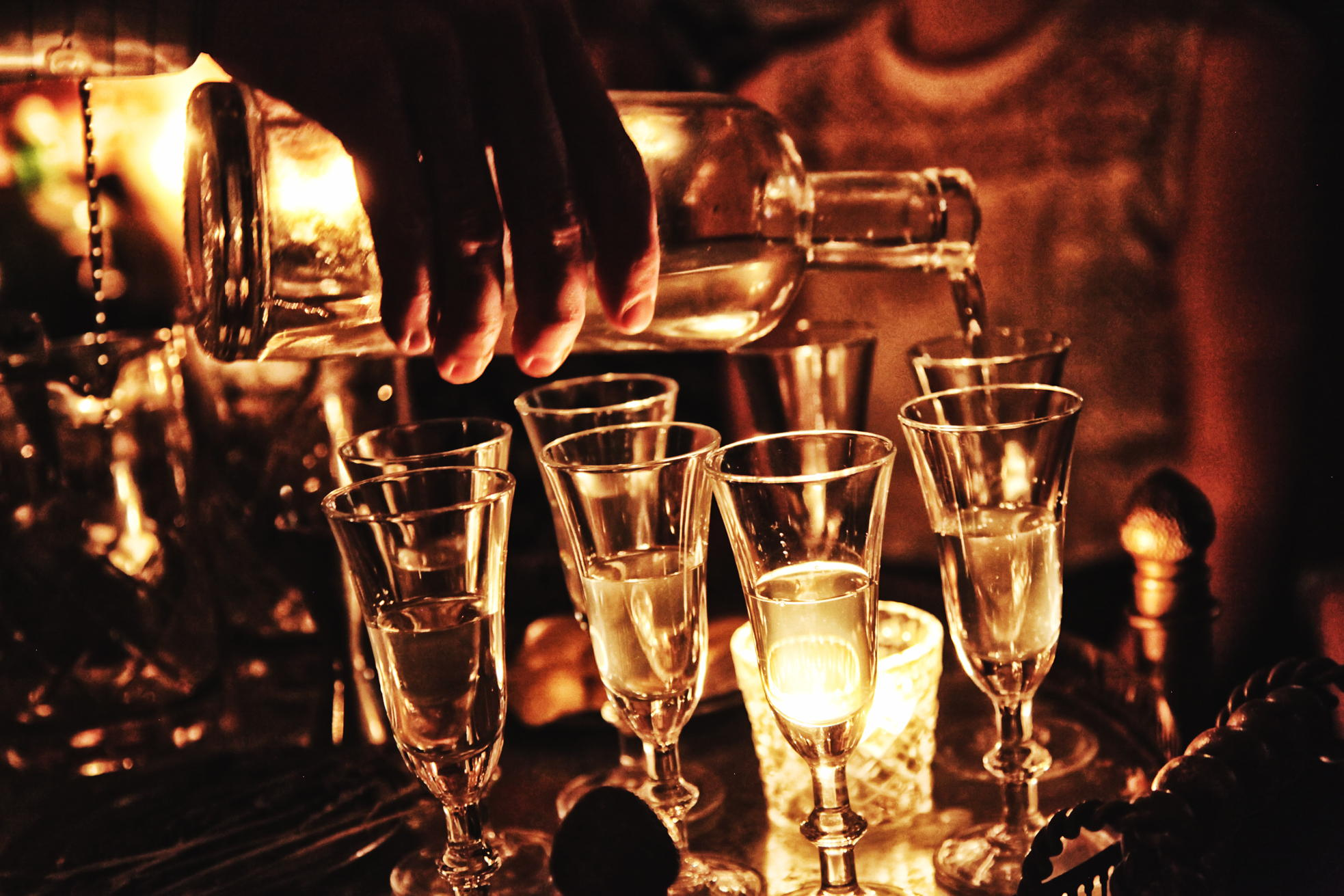
Un cambrer servint ginebra.

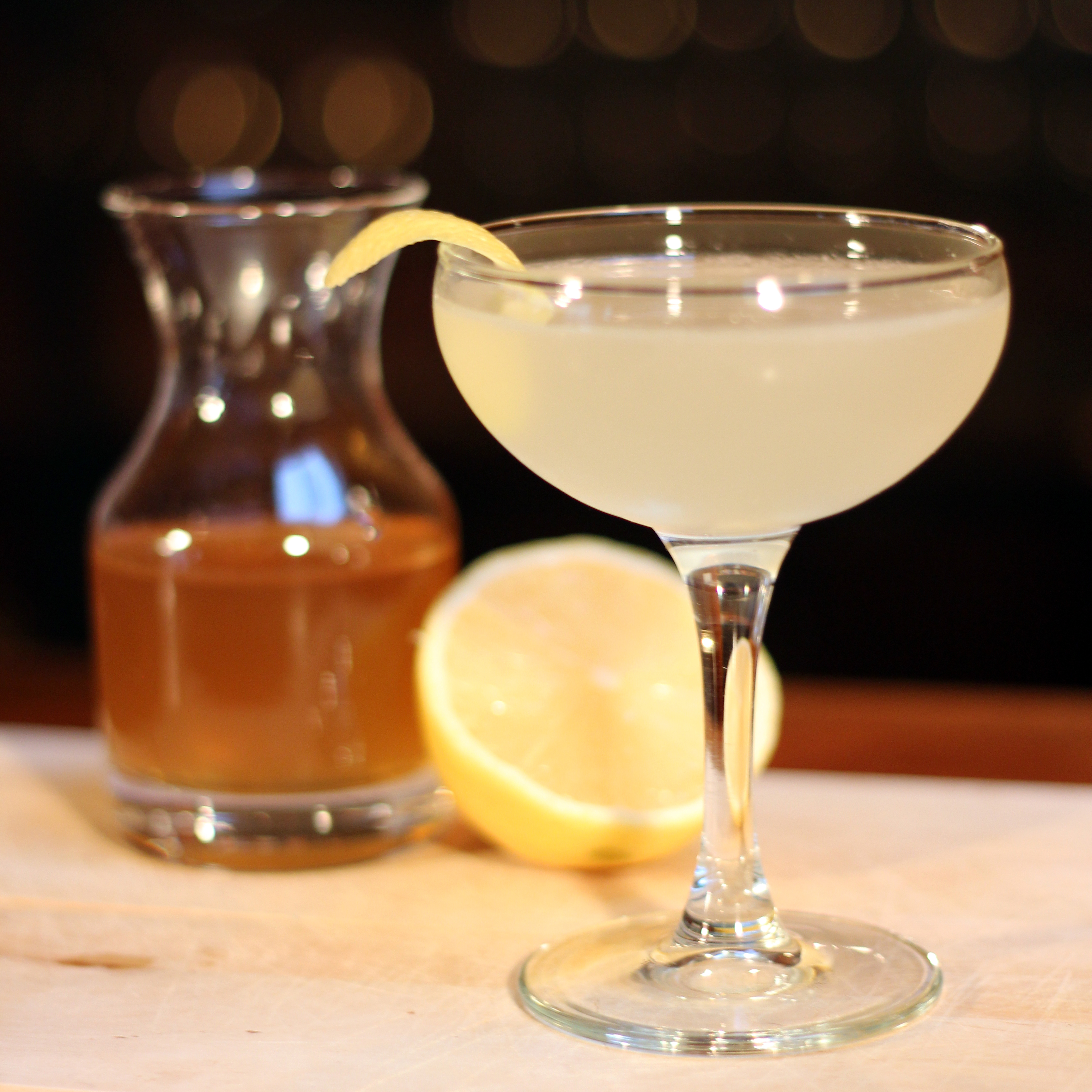
Un còctel Bee's Knees elaborat amb ginebra, mel i suc de llimona

La ginebra és una beguda alcohòlica destil·lada aromatitzada amb baies de ginebre i altres ingredients botànics.
La ginebra es va originar com un licor medicinal elaborat per monjos i alquimistes d'arreu d'Europa. La ginebra moderna va ser modificada a Flandes i als Països Baixos per proporcionar aigua vita a partir de destil·lats de raïm i grans, convertint-se en un objecte de comerç a la indústria de begudes alcohòliques.
La ginebra va aparèixer als Països Baixos Borgonyons (els actuals Països Baixos i part de l'actual Bèlgica) al segle xvii amb el nom de Genever. La ginebra es va fer popular a Anglaterra després de la introducció del jenever, un licor holandès i belga. La ginebra es va generalitzar després de la Revolució Gloriosa de 1688 dirigida per Guillem d'Orange i les restriccions posteriors a la importació del brandi francès. La ginebra va sorgir com la beguda alcohòlica nacional d'Anglaterra durant l'anomenada Gin Craze de 1695-1735. D'Anglaterra passà a Menorca, on s'anomena gin.
La ginebra es produeix a partir d'una àmplia gamma d'ingredients a base d'herbes en diversos estils i marques diferents. Després del ginebre, la ginebra acostuma a ser aromatitzada amb herbes, espècies, sabors florals o fruites, o sovint una combinació. Normalment es barreja amb aigua tònica en un gintònic. La ginebra també s'utilitza com a beguda alcohòlica per produir licors aromatitzats a base de ginebra, per exemple, la sloe gin, produïda tradicionalment amb l'addició de fruita, aromes i sucre.

## Etimologia
El mot «ginebra» ve del neerlandès genever, que deriva del francès genièvre (ginebró, gàbul de ginebre comú), en darrer terme del llatí juniperus. També pot tindre altres aromes dels quals deriven altres noms com angèlica, anís, comí, coriandre o taronja. A Anglaterra, la ginebra més seca és la London Dry, i la que té més sabor és la Plymouth.

## Principals tipus
Hi ha diversos tipus de ginebra, que es diferencien pel seu origen geogràfic, la procedència de l'alcohol, els productes amb els quals es macera i el temps d'envelliment.
- Sloe gin. D'origen anglès, es macera amb fruites i s'envelleix.[5]
- Old Tom Gin. S'elabora a Londres, és molt dolça.[5]
- Steinhäger Walcholder. D'origen alemany, es destila amb ginebre.[5]
- Plymouth Gin. Suau, densa i aromàtica.[5]
- Gin de Menorca. S'elabora a Menorca amb alcohol de vi.[5]
- Corenwyn. D'origen holandès, es fa a partir de most de sègol, blat de moro i cibada.[5]

## Història

### Origen
La referència escrita més antiga coneguda relacionada amb la ginebra apareix a l'obra enciclopèdica del segle XIII Der Naturen Bloeme (Bruges), amb la recepta impresa més antiga de la genever, la primera ginebra coneguda, que data de l'obra del segle XVI Een Constelijck Distileerboec (Anvers).
Els monjos l'utilitzaven per a destil·lar tònics aguts, ardents i alcohòlics, un dels quals es destil·lava a partir de vi amb infusió de baies de ginebre. El seu ús era com a medicament. Com a herba medicinal,  havia estat una part essencial dels productes receptats pels metges durant segles; els metges receptaven a les persones en temps de la pesta banyar-se les màscares amb ginebra per suposadament protegir-los de la pesta negra. Arreu d'Europa, els apotecaris repartien vins tònics de ginebra per a la tos, els refredats, els dolors, les tensions, les ruptures i els rampes. Aquests eren una cura popular, tot i que alguns pensaven que aquests vins tònics eren una mica massa populars i es consumien per gaudir més que amb finalitats medicinals.

### Segle XVII
Al metge Franciscus Sylvius se li ha atribuït falsament la invenció de la ginebra a mitjans del segle XVII, ja que l'existència de ginebra ja apareix a l'obra de Philip Massinger El duc de Milà (1623), quan Sylvius tenia nou anys. A més, s'afirma que els soldats anglesos que van donar suport a Anvers contra els espanyols el 1585, durant la Guerra dels Vuitanta Anys, ja estaven bevent ginebra pels seus efectes calmants abans de la batalla, d'on es creu que es va sorgir el terme coratge holandès.
A mitjans del segle XVII, nombrosos petits destil·ladors holandesos i flamencs havien popularitzat la redestil·lació de l'aiguardent d'ordi maltejat o vi de malta amb ginebra també anís, comí, coriandre, etc., que es venien a les farmàcies i solien tractar problemes mèdics com afeccions renals, lumbàlgia, malalties estomacals, càlculs biliars i gota. La ginebra va sorgir a Anglaterra en diferents formes a principis del segle XVII, i en el moment de la Restauració anglesa, va gaudir d'un breu ressorgiment. La ginebra es va fer molt més popular com a alternativa al brandy, quan Guillem III i Maria II es van convertir en co-sobirans d'Anglaterra, Escòcia i Irlanda després de liderar la Revolució Gloriosa. La historiadora Angela McShane l'ha descrit com una "beguda protestant", ja que el seu ascens va ser provocat per un rei protestant, alimentant els seus exèrcits que lluitaven contra els catòlics irlandesos i francesos.

### Segle XVIII

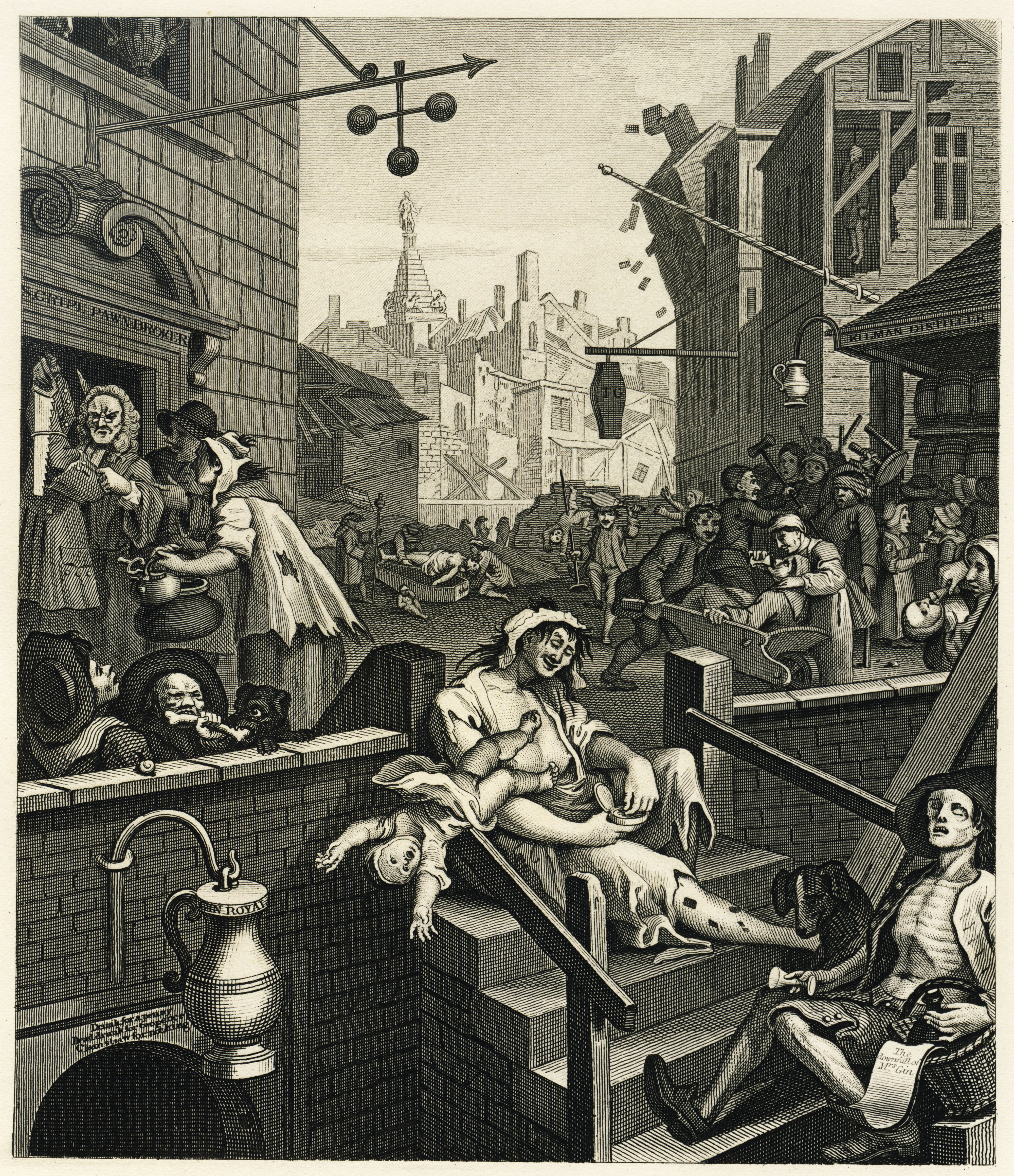
Ginebra de Hogarth és el nom d'aquest gravat, creat entre 1750 i 1751).

El consum de ginebra a Anglaterra va augmentar significativament després que el govern va permetre'n la producció sense llicència i, al mateix temps, va imposar una taxa a tots els licors importats, com el brandi francès. Això va crear un mercat més gran per a l'ordi de mala qualitat que no era apte per fer cervesa, i entre 1695 i 1735 van sorgir milers de botigues de ginebra a tot Anglaterra, un període conegut com a Gin Craze. A causa del baix preu de la ginebra en comparació amb altres begudes disponibles en aquell moment i al mateix lloc, la ginebra va començar a ser consumida regularment pels pobres. Dels 15.000 establiments de begudes a Londres, sense incloure les cafeteries i les xocolateries, més de la meitat eren botigues de ginebra. La cervesa va mantenir una bona reputació, ja que sovint era més segur beure la cervesa elaborada que l'aigua bruta. La ginebra, però, va ser culpada de diversos problemes socials, i pot haver estat un factor en les taxes de mortalitat més altes que van estabilitzar la població que abans creixia de Londres. La reputació de les dues begudes va ser il·lustrada per William Hogarth en els seus gravats Beer Street i Gin Lane (1751), descrits per la BBC com "probablement el cartell antidroga més potent mai concebut". La reputació negativa de la ginebra sobreviu a l'idioma anglès en termes com gin mills o la frase americana gin joints per descriure els bars de mala reputació, o gin-soaked per referir-se als borratxos.
La Llei de ginebra de 1736 va imposar impostos elevats als minoristes i va provocar disturbis als carrers. El preu prohibitiu es va reduir gradualment i finalment es va abolir el 1742. La Llei de ginebra de 1751 va tenir més èxit, però va obligar els destil·ladors a vendre només als minoristes amb llicència i va posar les botigues de ginebra sota la jurisdicció dels magistrats locals. La ginebra al segle XVIII es produïa en alambins i, per tant, tenia un perfil més maltat que la ginebra londinenca moderna.
A Londres a principis del segle XVIII, molta ginebra es destil·lava legalment a les cases residencials (el 1726 s'estimava que hi havia 1.500 alambins residencials) i sovint s'aromatitzava amb trementina per generar notes llenyoses resinoses a més del ginebre. Fins a l'any 1913, el Webster's Dictionary afirma sense més comentaris, que "la ginebra comuna normalment s'aromatitza amb trementina". Una altra variació habitual era destil·lar-la amb àcid sulfúric. Tot i que l'àcid en si no es destil·la, imparteix l'aroma addicional d'èter dietílic a la ginebra resultant.
La ginebra holandesa o belga, també coneguda com a ginebra o genever, va evolucionar a partir d'alcohols de malta i és una beguda clarament diferent dels estils posteriors de ginebra. Schiedam, una ciutat de la província d'Holanda del Sud, és famosa per la seva història productora de ginebra. El mateix passa amb Hasselt, a la província belga de Limburg. L'estil oude (antic) de ginebre es va mantenir molt popular al llarg del segle xix, on es coneixia com a ginebra Holanda o Ginebra a les guies populars americanes de cambrers anteriors a la prohibició.
El segle XVIII va donar lloc a un estil de ginebra anomenat Old Tom gin, que és un estil de ginebra més suau i dolç, que sovint conté sucre. La ginebra Old Tom es va esvair en popularitat a principis del segle xx.

### Segle XIX i XX

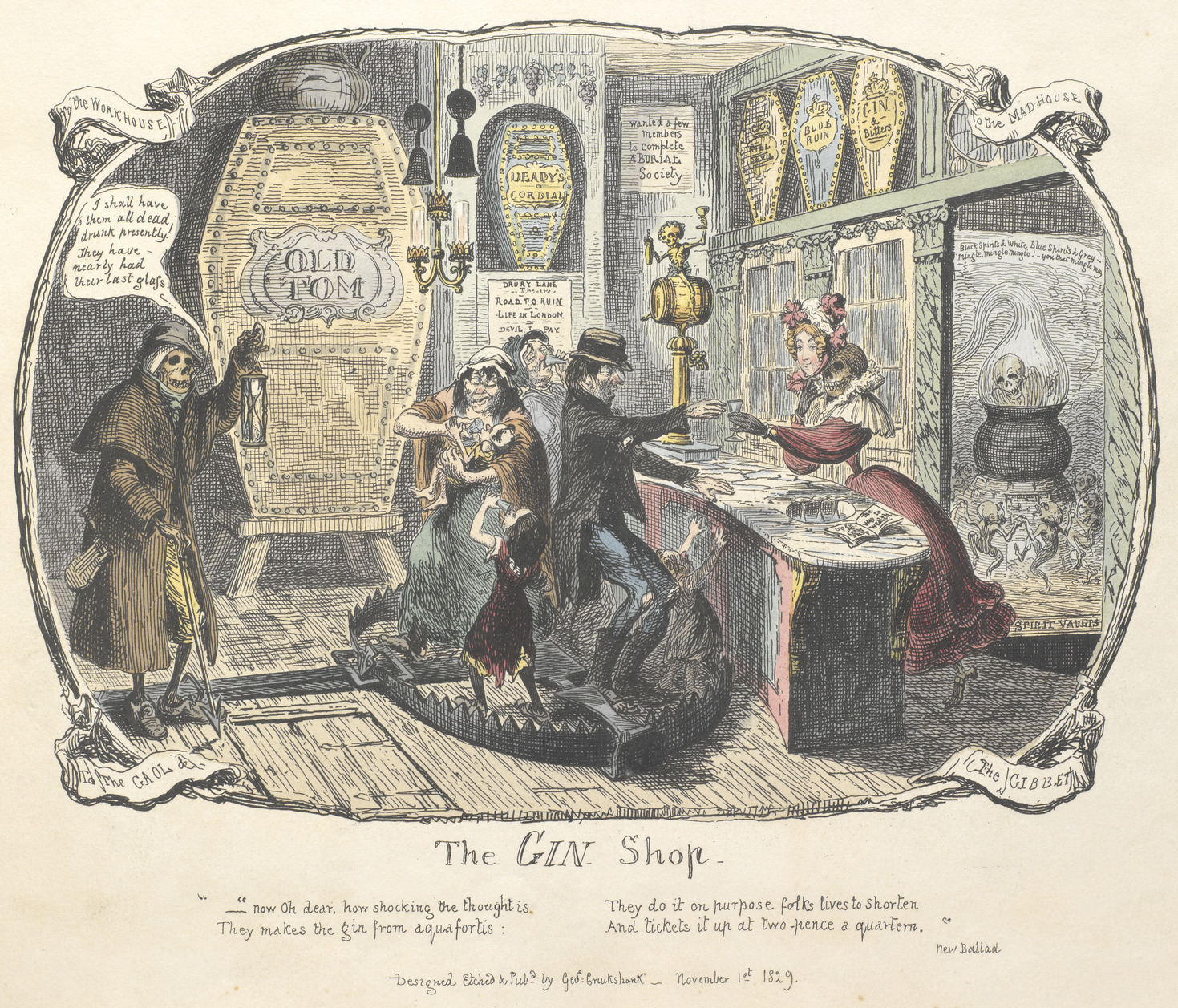
Gravat de George Cruikshank de The Gin Shop (1829).

La invenció i desenvolupament de l'alambic de columna (1826 i 1831) va fer més fàcil la destil·lació d'aiguardents neutres, permetent així la creació de l'estil "London dry" que va evolucionar més tard al segle XIX.
A les colònies tropicals britàniques s'utilitzava la ginebra per emmascarar el sabor amarg de la quinina, que era l'únic compost eficaç contra la malària. La quinina es va dissoldre en aigua carbonatada per formar aigua tònica; el còctel resultant és gintònic, tot i que l'aigua tònica moderna només conté un rastre de quinina com a aroma. La ginebra és un esperit de base comú per a moltes begudes combinades, inclòs el martini. La "ginebra de banyera" produïda en secret estava disponible als bars clandestins d'Amèrica de l'època de la prohibició com a resultat de la producció relativament senzilla.
La ginebra d'aranyoners es descriu tradicionalment com un licor que s'elabora mitjançant la infusió d'aranyoners (el fruit de l'arç negre) a la ginebra, tot i que les versions modernes gairebé sempre es combinen amb licors i aromes neutres. Es poden fer infusions similars amb altres fruites, com ara les dames . Un altre licor popular a base de ginebra amb una llarga història és Pimm's  (25% d'alcohol en volum (ABV).
Els Museus Nacionals de les primeres ginebres es troben a Hasselt a Bèlgica i Schiedam als Països Baixos.

### Segle XXI

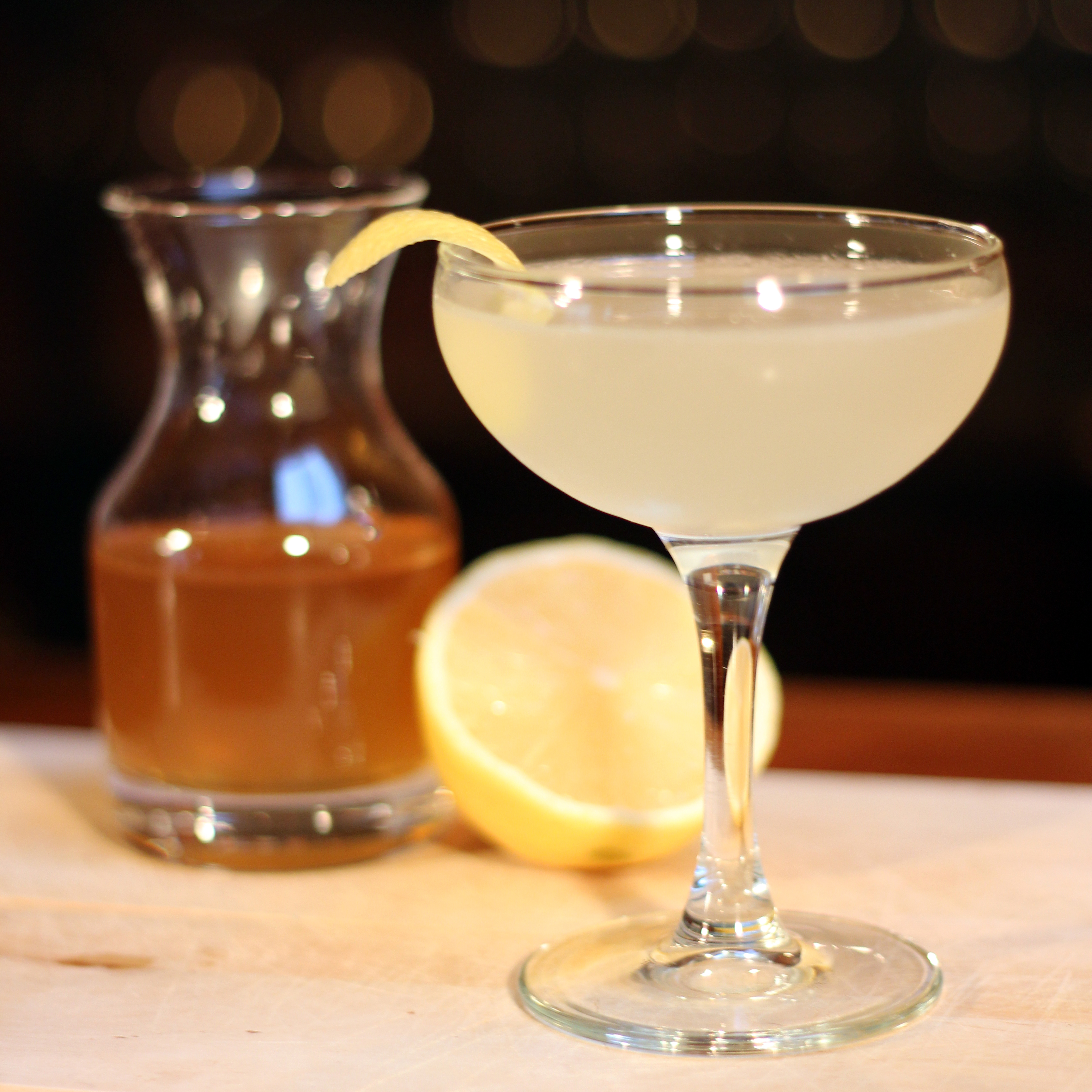
Un còctel Bee's Knees elaborat amb ginebra, mel i suc de llimona

Des del 2013, la producció i el consum de ginebra ha anat creixent a tot el món, amb moltes marques i productors nous, donant lloc a un període de fort creixement, innovació i canvi. Tambe s'han popularitzat els licors a base de ginebra, arribant a un mercat aliè al dels bevedors de ginebra tradicionals, incloent-hi la "ginebra rosa" amb gust de fruita i normalment de color, ginebra de rhabarbarum, ginebra amb espècies, ginebra violeta, ginebra de taronja sanguina i ginebra d'aranyoners. La creixent popularitat i la competència no controlada han portat a la combinació del consumidor de ginebra amb licors de ginebra i molts productes es troben a cavall, empenyent o trencant els límits de les definicions establertes en un període de transformació per a la indústria.

## Còctels amb ginebra
Alguns dels còctels més populars que porten ginebra en els seus ingredients son:
- Apoica
- Campari Gin
- Gintònic - Ginebra i tònica
- Gin Fizz
- Long Island Iced Tea
- Martini - Ginebra i vermut
- Negroni